# Hofpartei
Als Hofpartei bezeichnet man generell die Anhänger oder Parteigänger eines regierenden Monarchen.  Oft, aber durchaus nicht immer, ist diese Bezeichnung auch negativ besetzt – im Sinne von Günstlingen des Monarchen oder auch einer am Hofe oder in dessen Umkreis agierenden Kamarilla.
Als Hofparteien werden jedoch auch gleichzeitig agierende und miteinander rivalisierende Gruppierungen an Herrscherhöfen bezeichnet. 
Bekannte Hofparteien waren u. a.:
- die Hofpartei im Haute Cour des Königreichs Jerusalem.
- die Hofpartei um William de la Pole, 1. Duke of Suffolk, während der Regierungszeit von Heinrich VI. in England im 15. Jahrhundert.
- die in England in der 2. Hälfte des 17. Jahrhunderts entstandene „Court Party“ (engl. Hofpartei), aus der die Tories wurden.
- die schwedische Hofpartei, die in der so genannten Freiheitszeit (1719–1772) dem König mehr Einfluss zu verschaffen versuchte.
- die Hofpartei um Friedrich Wilhelm IV., den preußischen Kronprinzen und späteren König, die ihn während der Revolution 1848/49 in streng konservativem Sinn beeinflusste.